# HD87241
HD87241 — хімічно пекулярна зоря спектрального класу B9, що має видиму зоряну величину в смузі V приблизно  7,8.
Вона  розташована на відстані близько 2280,8 світлових років від Сонця.

## Пекулярний хімічний склад
Зоряна атмосфера HD87241 має підвищений вміст 
Si
.